# Torre Archirafi
Torre Archirafi ('a Turri in siciliano) è un piccolo borgo marinaro, frazione di Riposto e congiunto ad essa da sud dal lungomare Edoardo Pantano. Dall'abitato, nelle giornate terse è possibile ammirare un paesaggio che spazia dall'Etna e le sue pendici fino a Taormina, con le prime propaggini dei Peloritani, quindi alla costa reggina della Calabria. 

## Origini del nome
L'etimo rimanda a un toponimo di origine bizantina (ακτή ράφι, aktí ráfi) con il significato di "sporgenza costiera". Di seguito, la traslitterazione nel latino "Archiraphis" fu l'appellativo con il quale la torre venne a far parte del circuito delle torri difensive ricadenti nella contea di Mascali.

## Storia
L'antica torre difensiva, dalla quale prende il nome la frazione, risalirebbe al XV secolo secondo quanto indicherebbe una lettera di re Martino del 1406, nella quale ne ordina la ristrutturazione. La torre si trovava sul promontorio allora esistente davanti alla chiesa del borgo marittimo di Torre Archirafi.
Giovanni Natoli Ruffo (1714-1769), figlio primogenito del principe Francesco Natoli Alifia e di Caterina Ruffo di Calabria, fu il primo duca d'Archirafi. Il titolo di "duca" venne concesso inizialmente a Francesco da parte di Carlo III di Borbone con un Dispaccio reale del 10 marzo 1736 e, a seguire, con un biglietto della Real Segreteria del 23 giugno dello stesso anno.
Fu il figlio Giovanni, al quale Francesco passò il titolo in occasione delle nozze con Gerolama Ardoino (1736), a scegliere la località di Archirafi per esprimerne la denominazione. Tuttavia, il titolo venne esecutoriato molto tempo dopo, il 24 maggio 1741, dopo la risoluzione di un'aspra contesa dinanzi al Tribunale del Regno che vide opporsi ai Natoli la città di Jaci e la contea di Mascali, le cui corti tentarono con ogni mezzo di ostacolare la nascita della ducea, di fatto un cuneo in mezzo ai loro territori.
Una volta ottenuto l'infeudamento, Giovanni Natoli si preoccupò di portare a termine la piccola "palazzata", già in parte edificata dai suoi avi, gli Alifia-Castello, e si preoccupò di costruire, rispettando le volontà paterne (1741), la chiesa ducale annessa al palazzo, con diritto di cappellanìa, dedicata votivamente alla Madonna della Lettera, su indulto dell'arcivescovo di Messina.
Secondo Francesco Maria Emanuele e Gaetani, marchese di Villabianca, il vecchio "fano", distrutto dall'impeto del mare, fu ricostruito nel 1762 in un luogo più sicuro. Ne è prova il biglietto autografo inviato dallo stesso duca Giovanni Natoli al Villabianca, che lo conservò tra i suoi appunti per la Sicilia Nobile. L'intera vicenda, insieme a tanti altri riferimenti concernenti la ducea di Archirafi, è narrata dallo stesso Duca nel suo testamento, portato alla luce da pochissimo tempo, insieme ad altre carte del suo archivio personale.
La ragione fondamentale della ricostruzione della torre "in un luogo più alto e riparato" - come afferma egli stesso - risiedeva nella curiosa denominazione, riportata su carte geografiche, militari e non, con la quale a quel tempo si denominava la "vecchia" torre in riva al mare: Arcurafi ou les Trois Tours du Philosoph (Arcurafi o le tre torri del Filosofo). Si trattava, quasi certamente, di un allineamento tra tre torri che scendevano lungo il versante Est dell'Etna, formando un percorso quasi lineare, che congiungeva in un'unica traiettoria la torre di Empedocle (nota come Torre del filosofo), la torre Rondinella e la torre di Archirafi.
È proprio sull'origine del toponimo che si giocano le sorti etimologiche delle due torri che stavano alle estremità (costiera e sul vulcano). L'etimo di origine bizantina (aktì ràfi) ne descriverebbe, infatti, l'eguale collocazione su due "sporgenze", ben registrata dal Lexicon Topographicum Siculum (1757-60) di Vito Amico, grazie al quale oggi è possibile ricostruire l'esatta origine del toponimo.
La torre trecentesca non venne mai restaurata e fu preda dei marosi e dei terremoti, come dimostra un dipinto di fine Settecento che la ritrae in rovina.
Il borgo, a partire dalla sua fondazione, iniziò a popolarsi di agricoltori, provenienti soprattutto da Acireale e Messina. L'opera di miglioramento colturale della ducea da parte di Giovanni Natoli, con ricchissimi investimenti nella piantumazione di vigneti e nella coltura degli alberi di gelso per allevare i nutricati, si protrasse per circa un trentennio, fino a quando la piccola economia subì un rallentamento a causa della sua morte.
Alla morte di Giovanni Natoli Ruffo, avvenuta il 22 maggio 1769 e senza lasciare eredi diretti, gli successe in virtù delle sue disposizioni testamentarie, il nipote Francesco Moncada Natoli (1750-1838), dei principi di Montecateno, che l'anno successivo rivendette soltanto il titolo della ducea con la formula del "Verbo Regio", ma senza le proprietà, al Tesoriere del Regno Placido Vanni Sitajolo.
Nel 1815, con il distacco di Giarre dalla contea di Mascali, Torre Archirafi divenne parte del nuovo Comune sino a quando nel 1841 Riposto e il "borgo La Torre” ebbero anch'esse un proprio municipio.

## Monumenti e luoghi d'interesse
L'abitato, nonostante l'espansione edilizia degli ultimi decenni, ha mantenuto abbastanza integro l'antico centro storico, il cui cuore è rappresentato dalla chiesa madre e dal settecentesco Palazzo dei Principi Natoli, entrambi prospicienti il mare.

### Architetture religiose
La Chiesa di Santa Maria del Rosario, nata come cappella, fu inizialmente dedicata alla Madonna della Lettera, culto introdotto nella zona dai messinesi. Ridedicata alla Madonna del Rosario, è stata più volte restaurata sino a raggiungere l'aspetto attuale nella seconda metà dell'Ottocento. È sede parrocchiale dal 1922.

## Società

### Tradizioni e folclore
Nelle estati dei primi anni '80 Torre Archirafi divenne luogo d'interesse per diverse testate di cronaca del mistero (su tutte Cronaca Vera) a causa di presunti avvistamenti del sugghiu, un mostro tipico delle leggende siciliane.

## Economia
Settore economico tradizionale è quello della pesca. Inoltre, Torre Archirafi, luogo di villeggiatura estiva, è il punto di partenza di un percorso cicloturistico che termina nei pressi del fiume Alcantara.